# Gijsbrecht van Aemstelpark

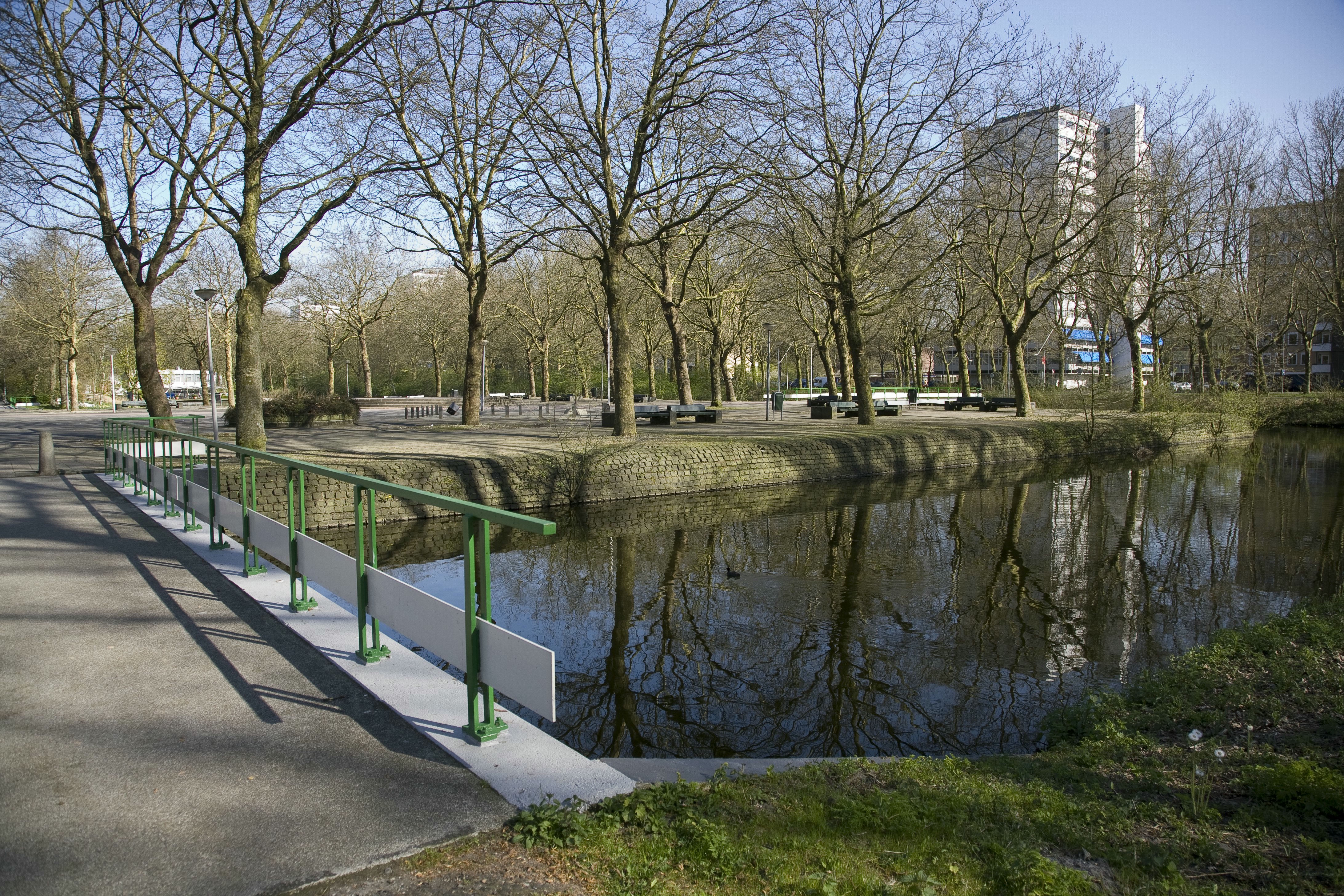
Gijsbrecht van Aemstelpark met Ontmoetingseiland.

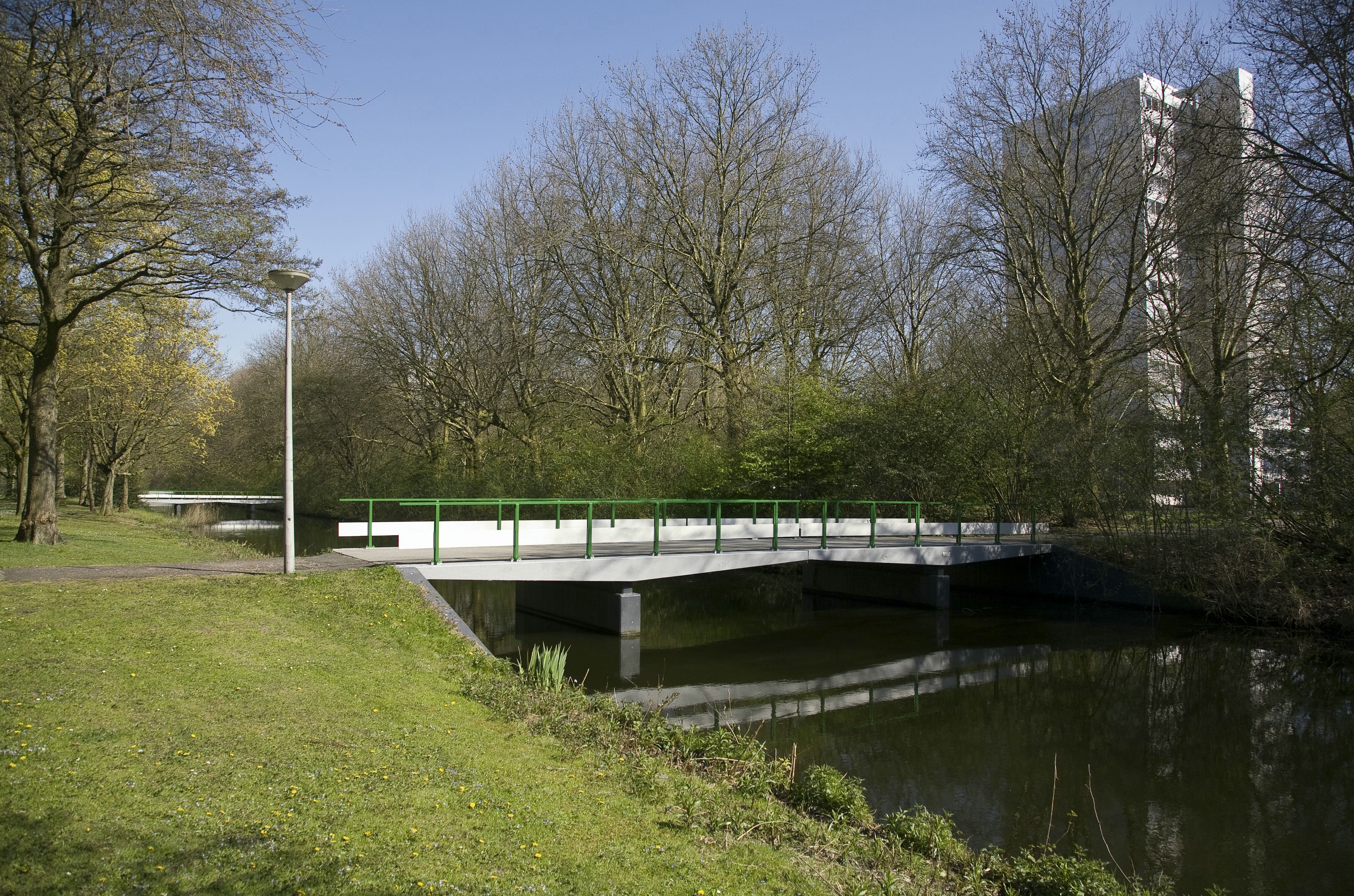
Zicht op voetgangersbrug over waterpartij in het park.

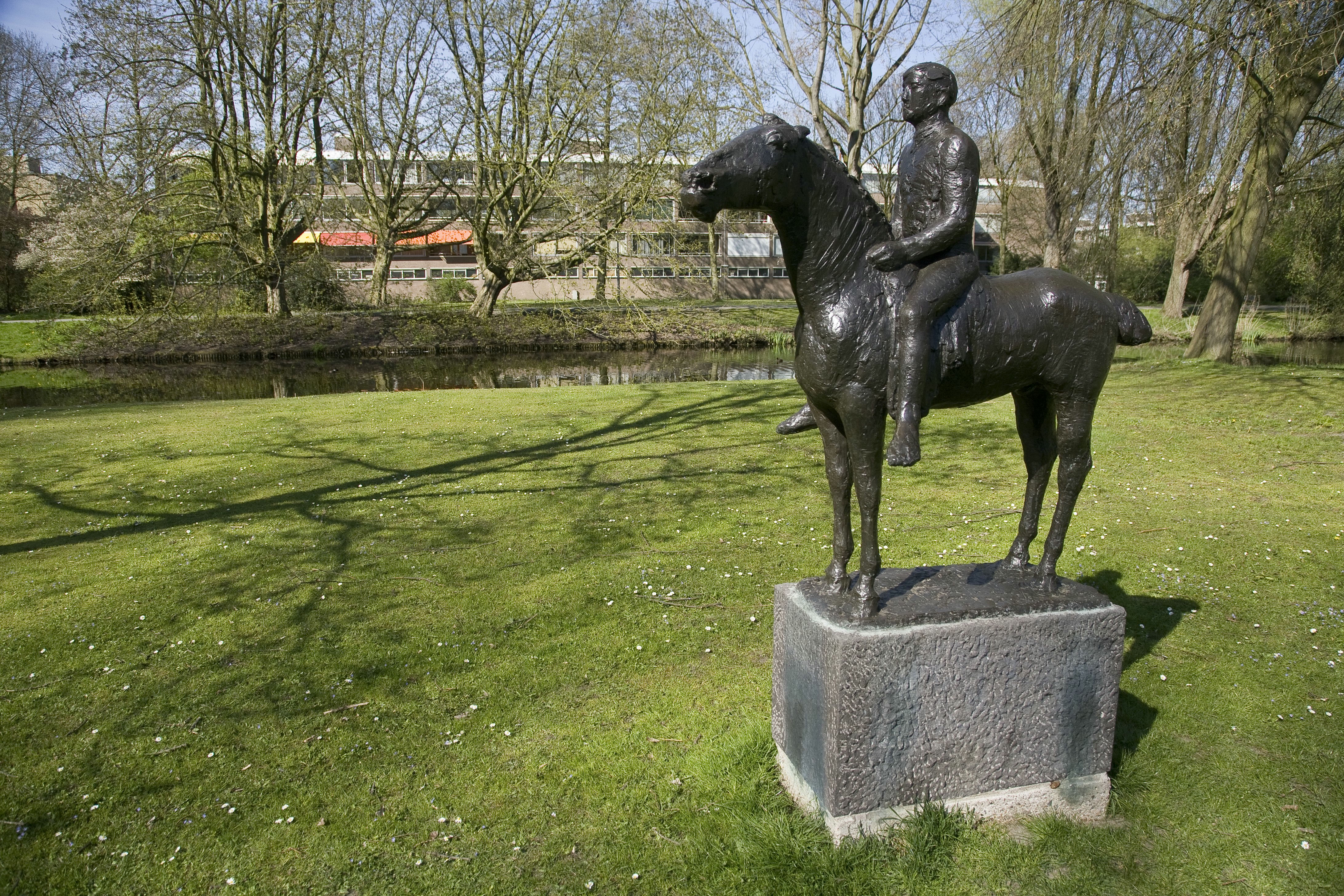
Standbeeld van ruiter in het park.

Het Gijsbrecht van Aemstelpark is een stadspark in Buitenveldert in Amsterdam-Zuid. Het park ligt langs de Van Nijenrodeweg en strekt zich uit tussen de Amstelveenseweg en de Europaboulevard.
Het park werd in 1963 vernoemd naar Gijsbrecht van Aemstel. Het park werd in 1987 ingedeeld bij stadsdeel Buitenveldert, tussen 1998 en 2010 was dit Zuideramstel. Sinds 2010 valt het park onder stadsdeel Amsterdam-Zuid.
De paden in het park hebben de namen: Twikkel, Cannenburg, Hunneschans, De Kamp, Enzerinck met het Ontmoetingseiland, Hinderstein en Moersbergen. Het park werd voltooid in 1968.

## Ontstaan
Aan het eind van de jaren vijftig schreef de gemeente Amsterdam, op initiatief van de Bond voor Nederlandse Tuinarchitecten, een studieprijsvraag uit voor een ontwerp van een park in tuinstad Buitenveldert. Het werd een functionalistische stijl met rechte lijnen.
Prijswinnaar was Wim Boer, een uitgesproken voorstander van deze stijl en dat paste prima binnen het stedenbouwkundige stratenplan van tuinstad Buitenveldert.
Alleen het deel Enzerinck is oorspronkelijk van Wim Boer, het overige deel kwam van de Dienst der Publieke Werken.

## Herinrichting
Voormalig stadsdeel Zuideramstel wilde het park een betere reputatie geven. Daartoe presenteerde het een paar jaar geleden het evenement Park in Beweging, bedoeld om buurtbewoners inspraak te geven bij de herinrichting van het park. Na deze inspraakprocedure verscheen een rapport over de herinrichting van het Gijsbrecht van Aemstelpark, geschreven door de Dienst Ruimtelijke Ordening in samenwerking met stadsdeel Zuideramstel. Een van de standpunten uit dit rapport was: de noord-zuid barrières zorgen ervoor dat het park bestaat uit vijf verschillende ruimten. Dit is een gegeven, ook voor de toekomst. Tegelijkertijd is het één park, iets dat tot uitdrukking moet komen. Deze twee gegevens vormden de basis voor de herinrichtingvisie: verscheidenheid en eenheid laten samenkomen.

## Nieuwe inrichting
Twikkel bij de Amstelveenseweg is in 2009 opnieuw ingericht met een aanvullende waterpartij, glooiing in de plantvakken en nieuwe beplanting met behoud van de bestaande voet- en fietspadstructuur.
Het Speelbos bij de Van Heenvlietlaan, in het voorjaar 2010 uitgevoerd met avontuurlijke speelplekken en een aanvullende waterpartij.
Het Ontmoetingseiland Enzerinck en het parkdeel bij de stadsdeelwerf.

## Kunst in het park
- Ruiten - van Frans en Marja de Boer-Lichtveld langs Cannenburg.
- Liggende figuren (3) - van Jan Snoeck op Twikkel.
- Houten driehoeken - van Josum Walstra op Cannenburg.
- The long hum - van Theo Niermeijer op Enzerinck oost.
- Buizenkolom - van André Volten op Enzerinck midden.
- Ruiter te paard - van Floyd Dewitt op Enzerinck west.
- Levensboom van Angie Abbink; podiumoverkapping op het Ontmoetingseiland
- Herdenkingsmonument van Mischa Rakier op het Ontmoetingseiland
- Julianaboom, herdenkingsmonument '40-'45.